# 克拉斯諾斯塔夫 (盧吉尼區)
51°2′13″N 28°19′4″E / 51.03694°N 28.31778°E
克拉斯諾斯塔夫（烏克蘭語：Красностав），是烏克蘭北部的村莊，隸屬日托米爾州的科羅斯滕區。該村始建於1545年，面積2.44平方公里，海拔高度185米，2001年人口397，人口密度每平方公里162.7人。